# Relations entre l'Inde et le Soudan du Sud
Les relations entre l'Inde et le Soudan du Sud sont les relations bilatérales de la république de l'Inde et de la république du Soudan du Sud. L'Inde a reconnu le Soudan du Sud le 9 juillet 2011, le jour où il est devenu un État indépendant. L'Inde a une ambassade à Djouba, et le Soudan du Sud en a une à New Delhi.

## Histoire
L'Inde est restée neutre pendant la première guerre civile soudanaise (1962-72) et la deuxième guerre civile soudanaise (1983-2005). La région autonome du Soudan du Sud a été créée à la fin de la première guerre civile. Le président indien Fakhruddin Ali Ahmed a visité la région en décembre 1975 et s'est adressé à l'Assemblée populaire régionale à Djouba. Selon l'ambassade de l'Inde à Khartoum, « dans l'ensemble, la visite à Djouba a montré que les Sud-Soudanais ont un respect plus profond pour l'Inde ». L'engagement indien avec le Soudan du Sud s'est accru après la fin de la deuxième guerre civile. Le ministre d'État indien aux affaires extérieures de l'époque, Edappakath Ahamed (en), a assisté à la signature de l'accord de paix global le 9 janvier 2005 à Nairobi.
À partir de 2006, l'Inde a commencé à inviter des citoyens du Soudan du Sud à participer à des programmes de formation et d'échange en Inde. L'Inde a ouvert un consulat à Djouba en août 2007. Elle a officiellement reconnu le Soudan du Sud le 9 juillet 2011, le jour où il a déclaré son indépendance, et le vice-président Mohammad Hamid Ansari a assisté aux célébrations de la journée de l'indépendance du pays à Djouba. Dans une lettre adressée au président du Soudan du Sud Salva Kiir, le Premier ministre indien Manmohan Singh a écrit : « L'Inde est prête à partager son expérience en matière de développement et à apporter toute l'aide possible au Soudan du Sud. Je suis convaincu que notre coopération se renforcera dans les prochains jours pour le bénéfice mutuel de nos deux peuples ». Le gouvernement indien a déclaré qu'il était prêt à aider au développement des infrastructures, à la formation des fonctionnaires dans les domaines de la santé, de l'éducation et du développement rural. Le consulat général de Djouba a été transformé en ambassade en mars 2012.
Le président Salva Kiir a participé au troisième sommet du Forum Inde-Afrique à New Delhi en octobre 2015, et a également tenu une réunion bilatérale avec le Premier ministre indien Narendra Modi, la première visite d'État d'un président du Soudan du Sud en Inde.